# دراغانا زاريتش
دراغانا زاريتش (بالصربية: Драгана Зарић)‏ مواليد 1 أغسطس 1977 في فرشاتس، جمهورية صربيا الاشتراكية، جمهورية يوغوسلافيا الاشتراكية الاتحادية، هي لاعبة كرة مضرب صربية سابقة بدأت مسيرتها كمحترفة سنة 1994 وكانت تلعب باليد اليمنى، اعتزلت اللعب في 2006. أعلى تصنيف لها في الفردي كان المركز الـ 157 في سنة 2001.

## النهائيات

### الزوجي: 1 (0–1)
| الحصيلة | الرقم | التاريخ       | الدورة                        | الأرضية | الشريك        | المنافس                       | النتيجة  |
| ------- | ----- | ------------- | ----------------------------- | ------- | ------------- | ----------------------------- | -------- |
| الوصافة | 1.    | 22 أبريل 2001 | جائزة بودابيست الكبيرة، المجر | ترابية  | سوفيا جوباكسي | جانيت هوساروفا تاتيانا جاربين | 1–6, 3–6 |

## روابط خارجية
- دراغانا زاريتش على موقع رابطة محترفات التنس (الإنجليزية)
- دراغانا زاريتش على موقع الاتحاد الدولي لكرة المضرب (الإنجليزية)
- دراغانا زاريتش على موقع كأس بيلي جين كينغ (الإنجليزية)
- دراغانا زاريتش على موقع خلاصة التنس.كوم (الإنجليزية)